# Mateusz Ponitka
Mateusz Ponitka (* 29. August 1993 in Ostrów Wielkopolski, Woiwodschaft Kalisz) ist ein polnischer Basketballspieler. Ponitka galt früh als großes Talent, als er nach dem Gewinn der Silbermedaille bei der U17-Weltmeisterschaft 2010 als einer der fünf besten Spieler des Turniers ausgezeichnet wurde. 2013 verließ er seine Heimat Polen, in der er einmal die Meisterschaft gewonnen hatte, und schloss sich dem belgischen Meister Telenet Oostende an, mit dem er 2014 das Double aus Titelgewinn in Meisterschaft und Pokalwettbewerb gewann.

## Karriere
Ponitka erlernte das Basketballspiel in den Jugendmannschaften im ortsansässigen Klub seiner Geburtsstadt. Mit der polnischen Schülernationalmannschaft erreichte Ponitka bei der U16-Europameisterschaft im benachbarten Litauen einen vierten Platz, mit dem sich die Polen für die U17-Weltmeisterschaft qualifizierten. Anschließend wechselte Ponitka in die Hauptstadt Warschau, wo er für den AZS Politechnika bereits in der Herrenmannschaft antrat. Bei der U17-Weltmeisterschaft in Hamburg gewann Polen vor dem Finale alle Spiele mit einem Vorsprung von nicht weniger als zehn Punkten bis auf das Spiel gegen Kanada, in dem ein 75:70 zum Sieg reichte. Darunter war auch ein übermächtiger 79:33-Erfolg über den zuvor in zwei Spielen ungeschlagenen Gastgeber Deutschland, der am Ende noch den achten Platz unter zwölf teilnehmenden Mannschaften erreichte. Erst im Endspiel mussten sich die Polen mit 80:111 den ebenfalls zuvor ungeschlagenen US-Amerikanern geschlagen geben, die jedes Turnierspiel mit einem Vorsprung von nicht weniger als 30 Punkten gewannen. Zusammen mit seinem Mannschaftskameraden Przemysław Karnowski wurde Ponitka als zweitbester Korbschütze mit durchschnittlich 19 Punkten pro Spiel in das „All-Tournament First Team“ der besten fünf Spieler der U17-WM-Endrunde gewählt.
In der Saison 2010/11 erreichte Ponitka mit dem AZS Politechnika die Meisterschaft in der I ligi und den Aufstieg in die professionelle Spielklasse Tauron Basket Liga. Hier trat die Mannschaft aus der Hauptstadt weiterhin nur mit polnischen Spielern ohne Legionäre an. Damit erreichte man jedoch nur sechs Saisonsiege in 24 Spielen und stieg auf dem vorletzten Tabellenplatz sofort wieder ab. Im März 2012 wechselte Ponitka bereits gegen Saisonende zum Serienmeister Asseco Prokom aus Gdynia, der in den Play-offs seinen Titel erfolgreich verteidigte. Gemeinsam mit seinem Jugend-Nationalmannschaftskameraden Karnowski erhielt der 19-Jährige Ponitka bei der Qualifikation für die Europameisterschaft 2013 im Sommer 2012 seine ersten Einsätze in der polnischen Herren-Nationalmannschaft. Nach der erfolgreichen Qualifikation ging Karnowski zum Studium in die Vereinigten Staaten an die Gonzaga University, um in der Collegeliga NCAA seine basketballerische Grundausbildung abzuschließen, während Ponitka in Polen blieb. Asseco Prokom litt jedoch nach einem Umzug in eine neue Halle unter mangelnder Zuschauerunterstützung und einem zurückgehenden Engagement des Hauptsponsors. Drei Jahre nachdem die Mannschaft mit David Logan, Ronald Burrell und Jan Jagla noch das Viertelfinale im höchsten europäischen Vereinswettbewerb EuroLeague erreicht hatte, gewann man in der EuroLeague-Spielzeit 2012/13 nur noch zwei von zehn Vorrundenspielen. Auch in der polnischen Meisterschaft erreichte die Mannschaft nach neun Titelgewinnen in Folge, darunter fünf am alten Standort in Sopot, nicht einmal mehr das Halbfinale, sondern schied bereits in der ersten Play-off-Runde aus.
Beim EM-Endrundenturnier 2013 waren Karnowski und Ponitka die beiden jüngsten Spieler im polnischen Aufgebot des aus Deutschland stammenden Nationaltrainers Dirk Bauermann. Trotz einer gutbesetzten Mannschaft mit unter anderem NBA-Profi Marcin Gortat erreichten die Polen erst im abschließenden und bedeutungslosen Gruppenspiel gegen Gastgeber Slowenien ihren ersten Sieg im fünften Spiel. Ponitka kam bei seiner ersten internationalen Endrunde im Herrenbereich bei gut 15 Minuten Einsatzzeit auf knapp vier Punkte pro Spiel. Nach der Europameisterschaft wechselte Ponitka zum belgischen Double-Gewinner BC Telenet Ostende. In der Qualifikation zur EuroLeague scheiterte der belgische Meister erst im Finale am von Bauermann, der sein Amt als polnischer Nationaltrainer nicht fortführte, trainierten Gastgeber Lietuvos rytas Vilnius. In der Eurocup-Saison 2013/14 gewann die Mannschaft in der Zwischenrunde zweimal gegen den polnischen Meister Stelmet Zielona Góra, in dessen Kader bereits Ponitkas drei Jahre jüngerer Bruder Marcel Ponitka stand. Dies reichte aber in einer Gruppe mit den beiden späteren Finalisten UNICS Kasan und Valencia Basket Club nicht zum Weiterkommen. In den nationalen Wettbewerben hingegen konnte Telenet Oostende seine beiden Titel verteidigen.
Nachdem Pontika beim NBA-Draft 2015 von keiner Mannschaft ausgewählt worden war, wechselte er am 4. August 2015 nach Polen zurück und schloss sich dem Meister Stelmet Zielona Góra an. Mit Stelmet gewann er 2016 den polnischen Supercup und wurde anschließend zum MVP gewählt. Weiterhin wurde er international zum Eurocup Rising Star 2015/16 ausgezeichnet. Mit Stelmet gewann er auch die polnische Meisterschaft 2016 und wurde zum wertvollsten Spieler der Saison, in der polnischen Liga gekürt. Er nahm im Sommer 2016 an der NBA Summer League für die Denver Nuggets teil, konnte sich jedoch nicht für den endgültigen Kader empfehlen.
Im Sommer 2016 wechselte Ponitka in die Türkei zu Karşıyaka SK. Dort unterschrieb er einen Zweijahresvertrag. Nach einem Jahr in Spanien bei CB 1939 Canarias wechselte er im Sommer 2018 zum russischen Spitzenklub Lokomotive Kuban. Für Lokomotive stand er unter anderem im europäischen Vereinswettbewerb EuroCup auf dem Feld und erzielte dabei in 18 Partien im Schnitt 9,6 Punkte sowie 4,8 Rebounds je Begegnung. Anfang Juli 2019 unterschrieb er einen Zweijahresvertrag bei einer anderen russischen Mannschaft, Zenit St. Petersburg. Mitte März 2022 löste er den Vertrag mit Zenit auf. Zuvor war deutliche Kritik an Ponitka geübt worden, da er sich nach dem russischen Überfall auf die Ukraine zur Rückkehr nach St. Petersburg entschieden hatte.
Bei der Europameisterschaft 2022 war er als Spielführer der polnischen Mannschaft einer der Hauptverantwortlichen für das Vordringen ins Halbfinale. Das war der polnischen Mannschaft zuletzt 1971 gelungen. In der Runde der letzten acht Mannschaften führte Ponitka Polen mit einer Spitzenleistung (26 Punkte, 16 Rebounds, 10 Korbvorlagen) zum 90:87-Sieg über Slowenien. In der Vorschlussrunde war er mit Polen gegen Frankreich machtlos, auch das Spiel um den dritten Platz wurde gegen Gastgeber Deutschland verloren.
Im September 2022 gab Panathinaikos Athen die Verpflichtung des Polen bekannt, die im Vormonat mit dem italienischen Erstligisten Pallacanestro Reggiana getroffene Einigung wurde gelöst. In der Saison 2023/24 stand der Ponietka in Diensten von KK Partizan Belgrad, war dort Ergänzungsspieler. Im Sommer 2024 wurde er vom türkischen Erstligisten Bahçeşehir Koleji S.K. unter Vertrag genommen.